# Hogs Reggio Emilia 2009
Questa voce raccoglie le informazioni riguardanti gli Hogs Reggio Emilia nelle competizioni ufficiali della stagione 2009.

## Roster
| Roster degli Hogs Reggio Emilia (2009) |
| --- |
| Quarterback - 5 Marco Lazzaretti - 9 Manuel Diaz Running Back - 1 Gianluca Fiorillo - 20 Maurizio Zanni - 24 Fabrizio Vaccari - 25 Niles Mittasch - 27 Massimiliano Trenti Wide Receiver - 7 Renato Frignani WR/CB - 9 Leonardo Lazzaretti WR/QB - 80 Marco Archilli - 84 Davide Mosca Tight End - 82 Dario Amato - 86 Nicolò Iotti TE/K - 89 Alberto Tartaglia Offensive Linemen - 46 Claudio Silingardi OL/LB - 51 Riccardo Pallicelli - 52 Federico Vigarani - 53 Roberto Musa OG/DL - 55 Gianluca Bacchiavini - 56 Maurizio Pradelli OL/DL - 58 Manuel Mazzani OG - 70 Pasquale Giacometti C - 71 Maurizio Bruzzi OT/TE - 75 Massimiliano Mai OT/C Defensive Linemen - 44 Matteo Franceschini DL/TE - 59 Osborne Tukpe Antwi - 63 Valerio Fantuzzi - 66 Carlo Bizziocchi DL/LB - 72 Alessandro Bussei - 93 Fabio Di Bitonto - 96 Domenico Errico - 99 Damiano Ligabue DL/LB Linebacker - 20 Silvio Ferretti - 28 Riccardo Fantozzi - 30 Marco Innocente Cantalbo - 40 Mattia Fontanesi - 52 Andrea Fontana LB/OL - 54 Davide Ricchetti - 57 Riccardo De Leo - 81 Gionata Lazzaretti LB/RB Defensive Back - 5 Mark Cordes FS - 16 Giovanni Caccialupi CB - 18 Luca Callegati CB/RB - 43 Michele Calò CB/RB Special Team Coaching staff - HC Dwaine Hatch |

## Italian Football League 2009

### Stagione regolare
| Scandiano 8 marzo 2009, ore 16:00 CEST 1ª giornata | Hogs Reggio Emilia | 20 – 27 (0-6 6-14 6-0 8-7) | Panthers Parma | Stadio Andrea Torelli (500 spett.) |
| \| \| \| \| \| Mittasch Q2 (TD) 8yd run Vaccari Q3 (TD) 9yd run Lazzaretti L. Q4 (TD) 5yd pass da Diaz Lazzaretti L. Q4 (tpc) pass da Diaz \| Marcatori \| McIntyre Q1 (TD) 23yd pass da Craddock Gavesi Q2 (TD) 32yd pass da Craddock Gavesi Q2 (pat) McIntyre Q2 (TD) 8yd pass da Craddock Gavesi Q2 (pat) Tully Q4 (TD) 1yd run Gavesi Q4 (pat) \| |                    | |                |                                    |
| |                    | |                |                                    |
| Mittasch Q2 (TD) 8yd run Vaccari Q3 (TD) 9yd run Lazzaretti L. Q4 (TD) 5yd pass da Diaz Lazzaretti L. Q4 (tpc) pass da Diaz | Marcatori          | McIntyre Q1 (TD) 23yd pass da Craddock Gavesi Q2 (TD) 32yd pass da Craddock Gavesi Q2 (pat) McIntyre Q2 (TD) 8yd pass da Craddock Gavesi Q2 (pat) Tully Q4 (TD) 1yd run Gavesi Q4 (pat) |                |                                    |

| Milano 22 marzo 2009, ore 15:00 CEST 3ª giornata | Kobra Rhinos Milano | 7 – 28 (0-0 7-14 0-14 0-0) | Hogs Reggio Emilia | Velodromo Maspes-Vigorelli, via Arona 9 (600 spett.) |
| \| \| \| \| \| Butler Q2 (TD) 20yd run Scirè Q2 (pat) \| Marcatori \| Fiorillo Q2 (TD) 1yd run Iotti Q2 (pat) Mittasch Q2 (TD) 57yd pass da Diaz Iotti Q2 (pat) Vaccari Q3 (TD) 25yd run Iotti Q3 (pat) Mittasch Q3 (TD) 1yd run Iotti Q3 (pat) \| |                     | |                    |                                                      |
| |                     | |                    |                                                      |
| Butler Q2 (TD) 20yd run Scirè Q2 (pat) | Marcatori           | Fiorillo Q2 (TD) 1yd run Iotti Q2 (pat) Mittasch Q2 (TD) 57yd pass da Diaz Iotti Q2 (pat) Vaccari Q3 (TD) 25yd run Iotti Q3 (pat) Mittasch Q3 (TD) 1yd run Iotti Q3 (pat) |                    |                                                      |

| Scandiano 28 marzo 2009, ore 18:00 CEST 4ª giornata | Hogs Reggio Emilia | 19 – 26 (6-0 6-0 7-20 0-6) | Ford Doves Bologna | Stadio Andrea Torelli (150 spett.) |
| \| \| \| \| \| Trenti Q1 (TD) 43yd run Mittasch Q2 (TD) 13yd run Mittasch Q3 (TD) 75yd kickoff return Iotti Q3 (pat) \| Marcatori \| Manderino Q3 (TD) 4yd run Scaglia Q3 (TD) 9yd run Ghirotti Q3 (pat) Manderino Q3 (TD) 10yd run Ghirotti Q3 (pat) Manderino Q4 (TD) 17yd run \| |                    | |                    |                                    |
| |                    | |                    |                                    |
| Trenti Q1 (TD) 43yd run Mittasch Q2 (TD) 13yd run Mittasch Q3 (TD) 75yd kickoff return Iotti Q3 (pat) | Marcatori          | Manderino Q3 (TD) 4yd run Scaglia Q3 (TD) 9yd run Ghirotti Q3 (pat) Manderino Q3 (TD) 10yd run Ghirotti Q3 (pat) Manderino Q4 (TD) 17yd run |                    |                                    |

| Ostia 11 aprile 2009, ore 18:00 CEST 6ª giornata | Marines Lazio | 27 – 31 (0-14 14-3 6-0 7-14) | Hogs Reggio Emilia | Stadio Pasquale Giannattasio, via Mar Arabico (200 spett.) |
| \| \| \| \| \| Simms Q2 (TD) 6yd pass da Eyde Cerratti Q2 (pat) Iaccarino Q2 (TD) endzone punt recover Cerratti Q2 (pat) Pruitt Q3 (TD) 6yd pass da Eyde Polidori Q4 (TD) 78yd pass da Eyde Cerratti Q4 (pat) \| Marcatori \| Mittasch Q1 (TD) 34yd run Iotti Q1 (pat) Mittasch Q1 (TD) 11yd run Iotti Q1 (pat) Iotti Q2 (FG) 31yd field goal Diaz Q4 (TD) 48yd pass da Mittasch Iotti Q4 (pat) Zanni Q4 (TD) 3yd run Iotti Q4 (pat) \| |               | |                    |                                                            |
| |               | |                    |                                                            |
| Simms Q2 (TD) 6yd pass da Eyde Cerratti Q2 (pat) Iaccarino Q2 (TD) endzone punt recover Cerratti Q2 (pat) Pruitt Q3 (TD) 6yd pass da Eyde Polidori Q4 (TD) 78yd pass da Eyde Cerratti Q4 (pat) | Marcatori     | Mittasch Q1 (TD) 34yd run Iotti Q1 (pat) Mittasch Q1 (TD) 11yd run Iotti Q1 (pat) Iotti Q2 (FG) 31yd field goal Diaz Q4 (TD) 48yd pass da Mittasch Iotti Q4 (pat) Zanni Q4 (TD) 3yd run Iotti Q4 (pat) |                    |                                                            |

| Catania 19 aprile 2009, ore 13:30 CEST 7ª giornata | Elephants Catania | 14 – 49 (0-28 7-14 0-0 7-7) | Hogs Reggio Emilia | Stadio CUS Catania (150 spett.) |
| \| \| \| \| \| LeMarr Q2 (TD) 15yd pass da Garipoli Mannino Q2 (pat) Mangano Q4 (TD) 49yd pass da Garipoli Mannino Q4 (pat) \| Marcatori \| Mittasch Q1 (TD) 51yd run Iotti Q1 (pat) Mittasch Q1 (TD) 22yd run Iotti Q1 (pat) Trenti Q1 (TD) 13yd run Iotti Q1 (pat) Errico Q1 (TD) 76yd interception return Iotti Q1 (pat) Mittasch Q2 (TD) 12yd run Iotti Q2 (pat) Mittasch Q2 (TD) 13yd run Iotti Q2 (pat) Mittasch Q4 (TD) 7yd run Iotti Q4 (pat) \| |                   | |                    |                                 |
| |                   | |                    |                                 |
| LeMarr Q2 (TD) 15yd pass da Garipoli Mannino Q2 (pat) Mangano Q4 (TD) 49yd pass da Garipoli Mannino Q4 (pat) | Marcatori         | Mittasch Q1 (TD) 51yd run Iotti Q1 (pat) Mittasch Q1 (TD) 22yd run Iotti Q1 (pat) Trenti Q1 (TD) 13yd run Iotti Q1 (pat) Errico Q1 (TD) 76yd interception return Iotti Q1 (pat) Mittasch Q2 (TD) 12yd run Iotti Q2 (pat) Mittasch Q2 (TD) 13yd run Iotti Q2 (pat) Mittasch Q4 (TD) 7yd run Iotti Q4 (pat) |                    |                                 |

| Scandiano 25 aprile 2009, ore 15:30 CEST 8ª giornata | Hogs Reggio Emilia | 24 – 35 (6-7 6-14 0-14 12-0) | Lions Bergamo | Stadio Andrea Torelli (200 spett.) |
| \| \| \| \| \| Vaccari Q1 (TD) 2yd run Iotti Q2 (FG) 34yd field goal Iotti Q2 (FG) 35yd field goal Diaz Q4 (TD) 13yd pass da Lazzaretti L. Cordes Q4 (TD) 47yd interception return \| Marcatori \| Harris Q1 (TD) 6yd pass da Mackey Marone Q1 (pat) Brugali Q2 (TD) 15yd pass da Mackey Marone Q2 (pat) Prandelli Q2 (TD) 17yd pass da Mackey Marone Q2 (pat) Mackey Q3 (TD) 8yd run Marone Q3 (pat) Harris Q3 (TD) 6yd pass da Mackey Marone Q3 (pat) \| |                    | |               |                                    |
| |                    | |               |                                    |
| Vaccari Q1 (TD) 2yd run Iotti Q2 (FG) 34yd field goal Iotti Q2 (FG) 35yd field goal Diaz Q4 (TD) 13yd pass da Lazzaretti L. Cordes Q4 (TD) 47yd interception return | Marcatori          | Harris Q1 (TD) 6yd pass da Mackey Marone Q1 (pat) Brugali Q2 (TD) 15yd pass da Mackey Marone Q2 (pat) Prandelli Q2 (TD) 17yd pass da Mackey Marone Q2 (pat) Mackey Q3 (TD) 8yd run Marone Q3 (pat) Harris Q3 (TD) 6yd pass da Mackey Marone Q3 (pat) |               |                                    |

| Scandiano 2 maggio 2009, ore 20:00 CEST 9ª giornata | Hogs Reggio Emilia | 41 – 21 (14-7 12-7 8-0 7-7) | Hi-Tech Media Warriors Bologna | Stadio Andrea Torelli (300 spett.) |
| \| \| \| \| \| Mittasch Q1 (TD) 53yd run Mittasch Q1 (TD) 33yd run Diaz Q1 (tpc) rush Mittasch Q2 (TD) 24yd run Mittasch Q2 (TD) 55yd run Mittasch Q3 (TD) 1yd run Diaz Q3 (tpc) rush Mittasch Q4 (TD) 7yd run Iotti Q4 (pat) \| Marcatori \| Arena Q1 (TD) 4yd run Guerra Q1 (pat) Parlangeli Q2 (TD) 13yd pass da Meyer Guerra Q2 (pat) Arena Q4 (TD) 14yd run Guerra Q4 (pat) \| |                    | |                                |                                    |
| |                    | |                                |                                    |
| Mittasch Q1 (TD) 53yd run Mittasch Q1 (TD) 33yd run Diaz Q1 (tpc) rush Mittasch Q2 (TD) 24yd run Mittasch Q2 (TD) 55yd run Mittasch Q3 (TD) 1yd run Diaz Q3 (tpc) rush Mittasch Q4 (TD) 7yd run Iotti Q4 (pat) | Marcatori          | Arena Q1 (TD) 4yd run Guerra Q1 (pat) Parlangeli Q2 (TD) 13yd pass da Meyer Guerra Q2 (pat) Arena Q4 (TD) 14yd run Guerra Q4 (pat) |                                |                                    |

| Scandiano 9 maggio 2009, ore 20:00 CEST 10ª giornata | Hogs Reggio Emilia | 14 – 19 (0-7 0-0 14-6 0-6)                                                                                             | GLS Dolphins Ancona | Stadio Andrea Torelli (100 spett.) |
| \| \| \| \| \| Mittasch Q3 (TD) 36yd run Iotti Q3 (pat) Mittasch Q4 (TD) 13yd run Iotti Q4 (pat) \| Marcatori \| Ciasulli Q1 (TD) 6yd pass da Pentello Soltana Q1 (pat) Pentello Q3 (TD) 1yd run Ciasulli Q4 (TD) 21yd pass da Pentello \| |                    | |                     |                                    |
| |                    | |                     |                                    |
| Mittasch Q3 (TD) 36yd run Iotti Q3 (pat) Mittasch Q4 (TD) 13yd run Iotti Q4 (pat) | Marcatori          | Ciasulli Q1 (TD) 6yd pass da Pentello Soltana Q1 (pat) Pentello Q3 (TD) 1yd run Ciasulli Q4 (TD) 21yd pass da Pentello |                     |                                    |

| Arbitro: | Liguori |

| |           | |
| Greene Q1 (TD) 41yd pass da Marty Marty Q1 (pat) Greene Q2 (TD) 18yd pass da Marty Marty Q1 (pat) Piva Q2 (TD) 4yd pass da Marty Marty Q2 (pat) Bonacci Q3 (TD) 22yd pass da Marty Marty Q3 (pat) Panzani Q3 (TD) 12yd pass da Marty Marty Q4 (TD) 2yd run | Marcatori | Diaz Q1 (TD) 9yd pass da Lazzaretti L. Iotti Q1 (pat) Mittasch Q2 (TD) 48yd run Iotti Q2 (pat) Mittasch Q3 (TD) 6yd run Iotti Q3 (pat) Diaz Q4 (TD) 10yd pass da Lazzaretti L. |

## EFAF Challenge Cup 2009

### Girone B
| Breslavia 5 aprile 2009, ore 12:30 CEST 1ª giornata | Devils Wrocław | 13 – 61 (7-19 0-19 6-20 13-3) referto | Hogs Reggio Emilia | Wroclaw Stadion (300 spett.) |
| \| \| \| \| \| Jacek Q1 (TD) 25yd pass da Krzysztof Grzegorz Q1 (pat) Adam Q4 (TD) 98yd interception return \| Marcatori \| Callegati Q1 (TD) 17yd run Callegati Q1 (TD) 21yd run Iotti Q1 (TD) 26yd pass da Lazzaretti L. Iotti Q1 (pat) Mittasch Q2 (TD) 16yd pass da Lazzaretti L. Mittasch Q2 (TD) 61yd pass da Lazzaretti L. Mittasch Q2 (TD) 8yd run Iotti Q2 (pat) Mittasch Q3 (TD) 21yd run Iotti Q3 (pat) Mittasch Q3 (TD) 69yd run Cordes Q3 (TD) 71yd interception return Iotti Q3 (pat) Iotti Q4 (FG) 29yd \| |                | |                    |                              |
| |                | |                    |                              |
| Jacek Q1 (TD) 25yd pass da Krzysztof Grzegorz Q1 (pat) Adam Q4 (TD) 98yd interception return | Marcatori      | Callegati Q1 (TD) 17yd run Callegati Q1 (TD) 21yd run Iotti Q1 (TD) 26yd pass da Lazzaretti L. Iotti Q1 (pat) Mittasch Q2 (TD) 16yd pass da Lazzaretti L. Mittasch Q2 (TD) 61yd pass da Lazzaretti L. Mittasch Q2 (TD) 8yd run Iotti Q2 (pat) Mittasch Q3 (TD) 21yd run Iotti Q3 (pat) Mittasch Q3 (TD) 69yd run Cordes Q3 (TD) 71yd interception return Iotti Q3 (pat) Iotti Q4 (FG) 29yd |                    |                              |

| Kragujevac 31 maggio 2009, ore 15:00 CEST 2ª giornata | Kragujevac Wild Boars | 14 – 24 (7-19 0-19 6-20 13-3) referto                                                           | Hogs Reggio Emilia | Stadion Čika Dača (800 spett.) |
| \| \| \| \| \| Bedwell Q2 (TD) run ? Q1 (pat) Merklin Q4 (TD) 5yd pass da Bedwell ? Q4 (pat) \| Marcatori \| Fiorillo Q1 (TD) run Iotti Q1 (pat) Mittasch Q2 (TD) run Mittasch Q2 (TD) run Zanni Q3 (TD) run \| |                       |                                                                                                 |                    |                                |
| |                       |                                                                                                 |                    |                                |
| Bedwell Q2 (TD) run ? Q1 (pat) Merklin Q4 (TD) 5yd pass da Bedwell ? Q4 (pat) | Marcatori             | Fiorillo Q1 (TD) run Iotti Q1 (pat) Mittasch Q2 (TD) run Mittasch Q2 (TD) run Zanni Q3 (TD) run |                    |                                |

| Scandiano 8 giugno 2009, ore 20:00 CEST 3ª giornata | Hogs Reggio Emilia | 63 – 15 (14-7 21-0 21-8 7-0) referto                                                                             | Pančevo Panthers | Stadio Andrea Torelli (800 spett.) |
| \| \| \| \| \| Vaccari Q1 (TD) run Iotti Q1 (pat) Callegati Q1 (TD) 38yd run Iotti Q1 (pat) Callegati Q2 (TD) run Iotti Q2 (pat) Vaccari Q2 (TD) run Iotti Q2 (pat) Diaz Q2 (TD) pass da Lazzaretti L. Iotti Q2 (pat) Vaccari Q3 (TD) run Iotti Q3 (pat) Diaz Q3 (TD) punt return Iotti Q3 (pat) Callegati Q3 (TD) run Iotti Q3 (pat) Fiorillo Q4 (TD) run Iotti Q4 (pat) \| Marcatori \| Bošnjak Q1 (TD) pass da Sheird Čikić Q1 (pat) Kosanović Q3 (TD) pass da Sheird Kosanović Q3 (tpc) pass da Sheird \| |                    | |                  |                                    |
| |                    | |                  |                                    |
| Vaccari Q1 (TD) run Iotti Q1 (pat) Callegati Q1 (TD) 38yd run Iotti Q1 (pat) Callegati Q2 (TD) run Iotti Q2 (pat) Vaccari Q2 (TD) run Iotti Q2 (pat) Diaz Q2 (TD) pass da Lazzaretti L. Iotti Q2 (pat) Vaccari Q3 (TD) run Iotti Q3 (pat) Diaz Q3 (TD) punt return Iotti Q3 (pat) Callegati Q3 (TD) run Iotti Q3 (pat) Fiorillo Q4 (TD) run Iotti Q4 (pat) | Marcatori          | Bošnjak Q1 (TD) pass da Sheird Čikić Q1 (pat) Kosanović Q3 (TD) pass da Sheird Kosanović Q3 (tpc) pass da Sheird |                  |                                    |

### Playoff
| Scandiano 27 giugno 2009, ore 20:00 CEST Semifinale | Hogs Reggio Emilia | 42 – 28 (14-0 7-6 14-14 7-8) referto | Klek Knights | Stadio Andrea Torelli |
| \| \| \| \| \| Diaz Q1 (TD) pass da Lazzaretti L. Iotti Q1 (pat) Mittasch Q1 (TD) run Iotti Q1 (pat) Mittasch Q2 (TD) run Iotti Q2 (pat) Mittasch Q3 (TD) run Iotti Q3 (pat) Mittasch Q3 (TD) run Iotti Q3 (pat) Vaccari Q4 (TD) 28yd run Iotti Q4 (pat) \| Marcatori \| Vukoje Q2 (TD) pass da Sporin Vukoje Q3 (TD) pass da Sporin Vukoje Q3 (TD) pass da Sporin Milanovic Q3 (tpc) rush Milanovic Q4 (TD) run Milanovic Q4 (tpc) rush \| |                    | |              |                       |
| |                    | |              |                       |
| Diaz Q1 (TD) pass da Lazzaretti L. Iotti Q1 (pat) Mittasch Q1 (TD) run Iotti Q1 (pat) Mittasch Q2 (TD) run Iotti Q2 (pat) Mittasch Q3 (TD) run Iotti Q3 (pat) Mittasch Q3 (TD) run Iotti Q3 (pat) Vaccari Q4 (TD) 28yd run Iotti Q4 (pat) | Marcatori          | Vukoje Q2 (TD) pass da Sporin Vukoje Q3 (TD) pass da Sporin Vukoje Q3 (TD) pass da Sporin Milanovic Q3 (tpc) rush Milanovic Q4 (TD) run Milanovic Q4 (tpc) rush |              |                       |

| Scandiano 19 luglio 2009, ore 20:00 CEST Finale EFAF Challenge Cup | Hogs Reggio Emilia | 35 – 7 (14-0 14-0 7-7 0-0) referto    | Győr Sharks | Stadio Andrea Torelli (1.000 spett.) |
| \| \| \| \| \| Diaz Q1 (TD) 12yd pass da Lazzaretti L. Iotti Q1 (pat) Mittasch Q1 (TD) 4yd run Iotti Q1 (pat) Diaz Q2 (TD) 27yd pass da Lazzaretti L. Iotti Q2 (pat) Mittasch Q2 (TD) 76yd run Iotti Q2 (pat) Mittasch Q3 (TD) 14yd run Iotti Q3 (pat) \| Marcatori \| Kohun Q3 (TD) 9yd run Mladic Q3 (pat) \| |                    |                                       |             |                                      |
| |                    |                                       |             |                                      |
| Diaz Q1 (TD) 12yd pass da Lazzaretti L. Iotti Q1 (pat) Mittasch Q1 (TD) 4yd run Iotti Q1 (pat) Diaz Q2 (TD) 27yd pass da Lazzaretti L. Iotti Q2 (pat) Mittasch Q2 (TD) 76yd run Iotti Q2 (pat) Mittasch Q3 (TD) 14yd run Iotti Q3 (pat)                                                                         | Marcatori          | Kohun Q3 (TD) 9yd run Mladic Q3 (pat) |             |                                      |

## Statistiche di squadra
| Competizione       | %Vittorie | In casa | In casa | In casa | In casa | In casa | In casa | In trasferta | In trasferta | In trasferta | In trasferta | In trasferta | In trasferta | Totale | Totale | Totale | Totale | Totale | Totale |
| Competizione       | %Vittorie | G       | V       | N       | P       | Pf      | Ps      | G            | V            | N            | P            | Pf           | Ps           | G      | V      | N      | P      | Pf     | Ps     |
| ------------------ | --------- | ------- | ------- | ------- | ------- | ------- | ------- | ------------ | ------------ | ------------ | ------------ | ------------ | ------------ | ------ | ------ | ------ | ------ | ------ | ------ |
| Campionato         | .444      | 5       | 1       | 0       | 4       | 118     | 128     | 4            | 3            | 0            | 1            | 135          | 88           | 9      | 4      | 0      | 5      | 253    | 216    |
| EFAF Challenge Cup | 1.000     | 3       | 3       | 0       | 0       | 140     | 50      | 2            | 2            | 0            | 0            | 85           | 27           | 5      | 5      | 0      | 0      | 225    | 77     |
| Totale             | .463      | 8       | 4       | 0       | 4       | 258     | 178     | 6            | 5            | 0            | 1            | 220          | 115          | 14     | 9      | 0      | 5      | 478    | 293    |